# PL/1
Programming Lanugage One (PL/1) je proceduralni, imperativni programski jezik koji je bio razvijen za stvaranje programa za znanstvene aplikacije, inženjering i sistemske aplikacije. PL/1 podržava strukturno programiranje, podatkovne strukture, rekurziju. Ovaj programski jezik razvila je tvrtka IBM u suradnji s komisijom SHARE, kao programski jezik koji bi zamijenio FORTRAN i koji bi bio nastavak jezika Algol. Prva specifikacija napisana je 1965. godine “PL/I Language Specifications. C28-6571” (Specifikacija za programski jezik PL/1) koja je objavljena u New Yorku.